# I Got You (I Feel Good)
"I Got You (I Feel Good)", ook bekend als enkel "I Feel Good", is een nummer van de Amerikaanse zanger James Brown. Het nummer werd uitgebracht op zijn gelijknamige compilatiealbum uit 1966. In oktober 1965 werd het nummer uitgebracht als de enige single van het album.

## Achtergrond
"I Got You (I Feel Good)" is geschreven en geproduceerd door James Brown. Het is een "twelve-bar blues" met veel blazers. Het arrangement is te vergelijken met dat van "Papa's Got a Brand New Bag", dat eerder in 1965 een hit werd voor Brown. Ook ligt de nadruk op de eerste tel van de maat, wat karakteristiek is voor de funkstijl die Brown op dat moment aan het ontwikkelen was. In het nummer zingt Brown dat hij zich goed voelt nu hij samen is met de vrouw van wie hij houdt. De altsaxofoonsolo wordt gespeeld door Maceo Parker. In 1975 nam Brown een nieuwe versie van het nummer op voor zijn album Sex Machine Today.
"I Got You (I Feel Good)" kan worden gezien als een evolutie van een eerder nummer dat Brown heeft geschreven, genaamd "I Found You". Dit nummer heeft een vrijwel gelijke melodie en tekst. Dit is opgenomen door Yvonne Fair, de achtergrondzangeres van Brown, en werd in 1962 als single uitgebracht. Deze versie kende echter weinig succes.
In 1964 nam Brown een vroege versie van "I Got You (I Feel Good)" op met een iets ander arrangement. In deze versie, enkel getiteld "I Got You" stotterde het ritme wat meer en was de baritonsaxofoon prominenter aanwezig. Deze opname verscheen in 1964 op het album Out of Sight en werd door Brown geplaybackt in de film Ski Party uit 1965. Het nummer was bedoeld als single-uitgave, maar vanwege een contractueel geschil tussen Brown en zijn platenlabel King ging deze release niet door. 
"I Got You (I Feel Good)" werd in de Billboard Hot 100 de grootste hit uit de carrière van Brown: het piekte hier op de derde plaats. Daarnaast werd het een nummer 1-hit in de Amerikaanse r&b-lijsten. In het Verenigd Koninkrijk kwam de single tot plaats 29 in de UK Singles Chart. In 1992 werd het nummer geremixt door de dj Paul Dakeyne onder de titel "James Brown v. Dakeyne – I Got You (I Feel Good) (The Remixes)". In het Verenigd Koninkrijk kwam deze versie tot plaats 72, terwijl in Vlaanderen plaats 49 in de voorloper van de Ultratop 50 werd gehaald. In 2004 zette het tijdschrift Rolling Stone de originele versie van het nummer op plaats 78 in hun lijst The 500 Greatest Songs of All Time.

## NPO Radio 2 Top 2000
| Nummer met noteringen in de NPO Radio 2 Top 2000 | '06  | '07  | '08  | '09  | '10  | '11  |
| ------------------------------------------------ | ---- | ---- | ---- | ---- | ---- | ---- |
| I Got You                                        | 1603 | 1734 | 2000 | 1761 | 1531 | 1550 |

1. ↑  Een vetgedrukt getal geeft de hoogste notering aan.
2. ↑  2006 was het eerste jaar met een notering voor dit nummer.
3. ↑  Deze tabel is bijgewerkt tot en met de laatste editie (2024).